# Vendange tardive

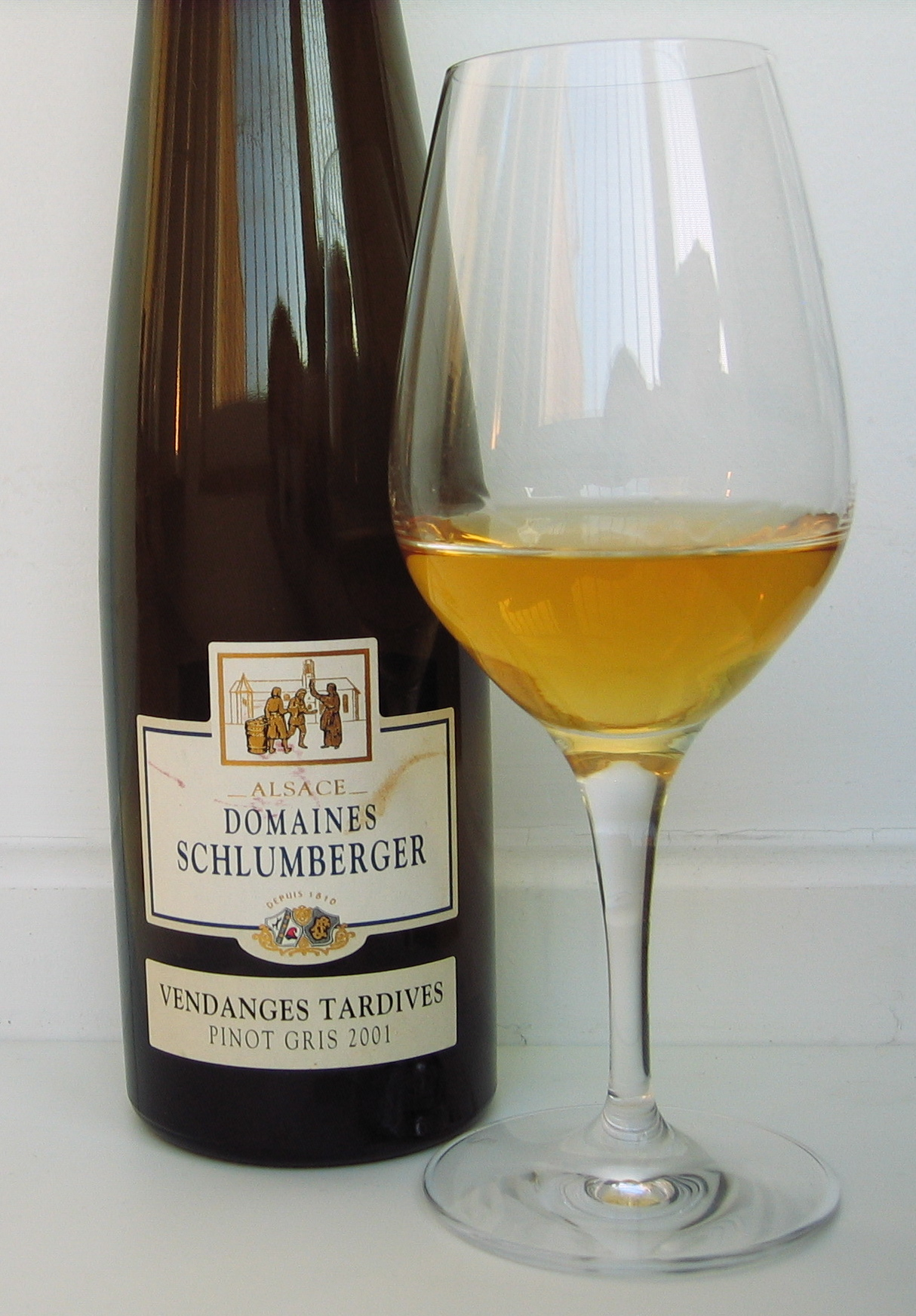
Een Vendange tardive uit de Elzas

Vendange tardive is de Franse term voor 'late oogst'. In de wijnbouw duidt men ermee aan dat de druivenoogst voor bepaalde wijn op een later dan gemiddeld tijdstip heeft plaatsgevonden.
Doorgaans wordt in wijngaarden met het plukken van druiven begonnen wanneer deze precies rijp zijn. Zou men dit uitstellen dan nemen de risico’s ten aanzien van weersverslechtering zoals regen en hagel, maar ook ziekten zoals rot en schimmel toe. Echter, de druif krijgt dan wel tijd om verder te rijpen. Dit houdt smaaktoename in. Er worden meer mineralen uit de bodem opgenomen en omdat het aanwezige vocht in de druif min of meer kan verdampen zal het suikergehalte en smaakstof-concentraat toenemen. Wanneer zo’n 'late oogst' gunstig verloopt zal men tot een 'rijkere' wijn kunnen komen.
In Duitsland en Oostenrijk kent men deze oogstwijze als Spätlese.
Soms – dus lang niet altijd – kan een late oogst bijzondere ontwikkelingen doormaken. Te denken valt aan het selectief uitzoeken van individuele druiven of edele rotting. In individuele wijnlanden gelden vaak wettelijke regels omtrent oogstmethoden.